# Rafael Márquez
Rafael Márquez Álvarez (n. 13 februarie 1979, Zamora⁠(d), Michoacán, Mexic) este un fotbalist mexican care evoluează la clubul Atlas pe postul de fundaș sau mijlocaș defensiv. Márquez s-a consacrat la FC Barcelona, unde a evoluat timp de șapte sezoane și alături de care a câștigat de două ori Liga Campionilor. Este considerat pe larg unul din cei mai buni fundași mexicani din istorie.

## Palmares

### Club
Monaco
- Ligue 1 (1): 1999–2000
- Coupe de la Ligue (1): 2002–03
- Trophée des champions (1): 2000

Barcelona
- La Liga (4): 2004–05, 2005–06, 2008–09, 2009–10
- Copa del Rey (1): 2008–09
- Supercopa de España (3): 2005, 2006, 2009
- UEFA Champions League (2): 2005–06, 2008–09
- Supercupa Europei (1): 2009
- Campionatul Mondial al Cluburilor FIFA (1): 2009

New York Red Bulls
- Conferința de Est MLS (1): 2010

León
- Liga MX (2): Apertura 2013, Clausura 2014

### Internațional
Mexico
- Cupa Confederațiilor FIFA (1): 1999
- CONCACAF Gold Cup (2): 2003, 2011

### Individual
- Cel mai bun fundaș din Ligue 1 (1): 2001
- Cel mai bun jucător din CONCACAF (1): 2005
- International Federation of Football History and Statistics Third Most Popular Player in the World (1): 2006
- Free Kick Masters (1): 2008

## Statistici carieră

### Club
La 29 ianuarie 2014.
|               |                    |                     | Campionat | Campionat | Cupă            | Cupă            | Continental       | Continental       | Total   | Total  |
| Sezon         | Club               | Campionat           | Meciuri   | Goluri    | Meciuri         | Goluri          | Meciuri           | Goluri            | Meciuri | Goluri |
| Mexic         | Mexic              | Mexic               | Campionat | Campionat | Cupă            | Cupă            | America de Nord   | America de Nord   | Total   | Total  |
| ------------- | ------------------ | ------------------- | --------- | --------- | --------------- | --------------- | ----------------- | ----------------- | ------- | ------ |
| 1996–97       | Atlas              | Primera División    | 24        | 2         | —               | —               | —                 | —                 | 24      | 2      |
| 1997–98       | Atlas              | Primera División    | 20        | 1         | —               | —               | —                 | —                 | 20      | 1      |
| 1998–99       | Atlas              | Primera División    | 33        | 3         | —               | —               | —                 | —                 | 33      | 3      |
| Franța        | Franța             | Franța              | Campionat | Campionat | Coupe de France | Coupe de France | Europa            | Europa            | Total   | Total  |
| 1999–2000     | Monaco             | Ligue 1             | 23        | 3         | 2               | 0               | 6                 | 0                 | 31      | 3      |
| 2000–01       | Monaco             | Ligue 1             | 15        | 1         | 0               | 0               | 4                 | 0                 | 19      | 1      |
| 2001–02       | Monaco             | Ligue 1             | 19        | 0         | 3               | 0               | —                 | —                 | 22      | 0      |
| 2002–03       | Monaco             | Ligue 1             | 30        | 1         | 0               | 0               | —                 | —                 | 30      | 1      |
| Spania        | Spania             | Spania              | Campionat | Campionat | Copa del Rey    | Copa del Rey    | Europa            | Europa            | Total   | Total  |
| 2003–04       | Barcelona          | La Liga             | 22        | 1         | 6               | 0               | 3                 | 0                 | 31      | 1      |
| 2004–05       | Barcelona          | La Liga             | 34        | 3         | 1               | 0               | 6                 | 0                 | 41      | 3      |
| 2005–06       | Barcelona          | La Liga             | 25        | 0         | 4               | 1               | 8                 | 0                 | 37      | 1      |
| 2006–07       | Barcelona          | La Liga             | 21        | 1         | 7               | 0               | 7                 | 0                 | 35      | 1      |
| 2007–08       | Barcelona          | La Liga             | 23        | 2         | 5               | 0               | 8                 | 0                 | 36      | 2      |
| 2008–09       | Barcelona          | La Liga             | 23        | 1         | 4               | 1               | 10                | 1                 | 37      | 3      |
| 2009–10       | Barcelona          | La Liga             | 15        | 1         | 3               | 0               | 5                 | 0                 | 23      | 1      |
| SUA           | SUA                | SUA                 | Campionat | Campionat | Open Cup        | Open Cup        | Cupa Ligii        | Cupa Ligii        | Total   | Total  |
| 2010          | New York Red Bulls | Major League Soccer | 10        | 1         | 0               | 0               | 2                 | 0                 | 12      | 1      |
| 2011          | New York Red Bulls | Major League Soccer | 19        | 0         | 0               | 0               | 2                 | 0                 | 21      | 0      |
| 2012          | New York Red Bulls | Major League Soccer | 15        | 0         | 0               | 0               | 2                 | 0                 | 17      | 0      |
| Mexic         | Mexic              | Mexic               | Campionat | Campionat | Copa MX         | Copa MX         | Copa Libertadores | Copa Libertadores | Total   | Total  |
| 2012–13       | León               | Liga MX             | 13        | 0         | 0               | 0               | 1                 | 0                 | 21      | 1      |
| 2013–14       | León               | Liga MX             | 25        | 1         | 0               | 0               | 0                 | 0                 | 25      | 1      |
| Total         | Mexic              | Mexic               | 115       | 7         | —               | —               | 1                 | 0                 | 116     | 7      |
| Total         | Franța             | Franța              | 87        | 5         | 5               | 0               | 10                | 0                 | 102     | 5      |
| Total         | Spania             | Spania              | 163       | 9         | 30              | 2               | 47                | 1                 | 240     | 12     |
| Total         | SUA                | SUA                 | 44        | 1         | 0               | 0               | 6                 | 0                 | 50      | 1      |
| Total carieră | Total carieră      | Total carieră       | 409       | 22        | 35              | 2               | 64                | 1                 | 508     | 25     |

### Internațional
La 29 iunie 2014.
| Mexic | Mexic   | Mexic  |
| An    | Meciuri | Goluri |
| ----- | ------- | ------ |
| 1997  | 1       | 0      |
| 1998  | 0       | 0      |
| 1999  | 12      | 1      |
| 2000  | 10      | 2      |
| 2001  | 12      | 0      |
| 2002  | 7       | 1      |
| 2003  | 4       | 1      |
| 2004  | 8       | 1      |
| 2005  | 9       | 1      |
| 2006  | 6       | 1      |
| 2007  | 9       | 1      |
| 2008  | 6       | 1      |
| 2009  | 2       | 0      |
| 2010  | 12      | 1      |
| 2011  | 11      | 1      |
| 2012  | 2       | 0      |
| 2013  | 4       | 2      |
| 2014  | 9       | 2      |
| Total | 124     | 16     |

### Goluri internaționale
| 1.  | 5 februarie 1999  | Hong Kong Stadium, Wan Chai, Hong Kong           | Egipt                      | 1–0 | 3–0          | Carlsberg Cup 1999                                     |     |                    |                                                      |        |     |     |                                                        |
| 2.  | 13 februarie 2000 | Qualcomm Stadium, San Diego, SUA                 | Trinidad și Tobago         | 1–0 | 4–0          | CONCACAF Gold Cup 2000                                 |     |                    |                                                      |        |     |     |                                                        |
| 3.  | 3 septembrie 2000 | Estadio Azteca, Mexico City, Mexic               | Panama                     | 5–1 | 7–1          | Calificările pentru Campionatul Mondial de Fotbal 2002 |     |                    |                                                      |        |     |     |                                                        |
| 4.  | 12 mai 2002       | Estadio Azteca, Mexic City, Mexic                | Columbia                   | 2–1 | 2–1          | Meci amical                                            |     |                    |                                                      |        |     |     |                                                        |
| 5.  | 24 iulie 2003     | Estadio Azteca, Mexic City, Mexic                | Costa Rica                 | 1–0 | 2–0          | CONCACAF Gold Cup 2003                                 |     |                    |                                                      |        |     |     |                                                        |
| 6.  | 19 iunie 2004     | Alamodome, San Antonio, SUA                      | Dominica                   | 3–0 | 3–0          | Calificările pentru Campionatul Mondial de Fotbal 2006 |     |                    |                                                      |        |     |     |                                                        |
| 7.  | 7 septembrie 2005 | Estadio Azteca, Mexic City, Mexic                | Panama                     | 2–0 | 5–0          | Calificările pentru Campionatul Mondial de Fotbal 2006 |     |                    |                                                      |        |     |     |                                                        |
| 8.  | 24 iunie 2006     | Zentralstadion, Leipzig, Germany                 | Argentina                  | 1–0 | 1–2 (a.e.t.) | Campionatul Mondial de Fotbal 2006                     |     |                    |                                                      |        |     |     |                                                        |
| 9.  | 28 martie 2007    | McAfee Coliseum, Oakland, SUA                    | Ecuador                    | 2–2 | 4–2          | -                                                      | 10. | 10 septembrie 2008 | Estadio Víctor Manuel Reyna, Tuxtla Gutiérrez, Mexic | Canada | 2–0 | 2–1 | Calificările pentru Campionatul Mondial de Fotbal 2010 |
| 11. | 11 iunie 2010     | Soccer City, Johannesburg, Africa de Sud         | Africa de Sud              | 1–1 | 1–1          | Campionatul Mondial de Fotbal 2010                     |     |                    |                                                      |        |     |     |                                                        |
| 12. | 12 iunie 2011     | Soldier Field, Chicago, SUA                      | Costa Rica                 | 1–0 | 4–1          | CONCACAF Gold Cup 2011                                 |     |                    |                                                      |        |     |     |                                                        |
| #   | 30 octombrie 2013 | Qualcomm Stadium, San Diego, SUA                 | Finlanda                   | 1–0 | 4–2          | Amical neoficial                                       |     |                    |                                                      |        |     |     |                                                        |
| 13. | 13 noiembrie 2013 | Estadio Azteca, Mexic City, Mexic                | Noua Zeelandă              | 5–0 | 5–1          | Calificările pentru Campionatul Mondial de Fotbal 2014 |     |                    |                                                      |        |     |     |                                                        |
| 14. | 2 aprilie 2014    | University of Phoenix Stadium, Glendale, SUA     | Statele Unite ale Americii | 1–2 | 2–2          | Meci amical                                            |     |                    |                                                      |        |     |     |                                                        |
| 15. | 23 iunie 2014     | Arena Pernambuco, São Lourenço da Mata, Brazilia | Croația                    | 1–0 | 3–1          | Campionatul Mondial de Fotbal 2014                     |     |                    |                                                      |        |     |     |                                                        |

## Viața personală
Tatăl său, Rafael Márquez Esqueda, de asemenea a fost un fotbalist profesionist, care a jucat în Mexic. Rafael s-a căsătorit cu actrița mexicană Adriana Lavat în decembrie 2001 și împreună au doi copii, Santiago Rafael și Rafaela. În 2007 cei doi au divorțat. În prezent el este căsătorit cu Jaydy Michel, fosta soție a cântărețului Alejandro Sanz.
Rafael a apărut în videoclipul Shakirei pentru piesa "Waka Waka (This Time for Africa)", care a fost imnul oficial al Campionatului Mondial de Fotbal 2010.